# Hristo Jivkov
Christo Pavlov Jivkov (Sófia, 18 de fevereiro de 1975 – Los Angeles, 1 de abril de 2023) foi um ator búlgaro. 
Estudou na Academia de Artes Dramáticas e Cinematografia, NATFIZ. Também já trabalhou como produtor em Tears of the Motherland(2007)  e assistente de direção em The Gain (2001) e Great Warriors (Druids 2001).
Tornou-se popularmente conhecido pela atuação em A Paixão de Cristo (2004), de Mel Gibson, em que interpretou o apóstolo João.

## Filmografia
- 2001 - Great Warriors
- 2001 - The Gain
- 2001 - The Profession of Arms (Il mestiere delle armi)
- 2002 - The Good War (Texas 46)
- 2004 - The Passion of the Christ
- 2004 - The Big Question (Documentário)
- 2006 - The Counting House
- 2006 - Mafalda di Savoia (TV)
- 2006 - The Final Inquiry (L'inchiesta )
- 2007 - Tears of the Motherland
- 2007 - In Memory of Me (In memoria di me)
- 2007 - The Lark Farm (La masseria delle allodole)
- 2009 - David's Birthday (Il compleanno)
- 2009 - Barbarossa
- 2009 - Fly Light
- 2011 - La soluzione migliore
- 2014 - Il ragazzo invisibile

## Televisão
- 2006 - L'inchiesta
- 2012 - La figlia del capitano